# Khoren I
Khoren I, al secolo Mesrop Paroyan (in armeno Խորեն Ա. Բարոյան? ), (Nicosia, 24 novembre 1914 – Antelias, 9 febbraio 1983), è stato un arcivescovo cristiano orientale armeno, Catholicos di Cilicia dal 1963 al 1983.

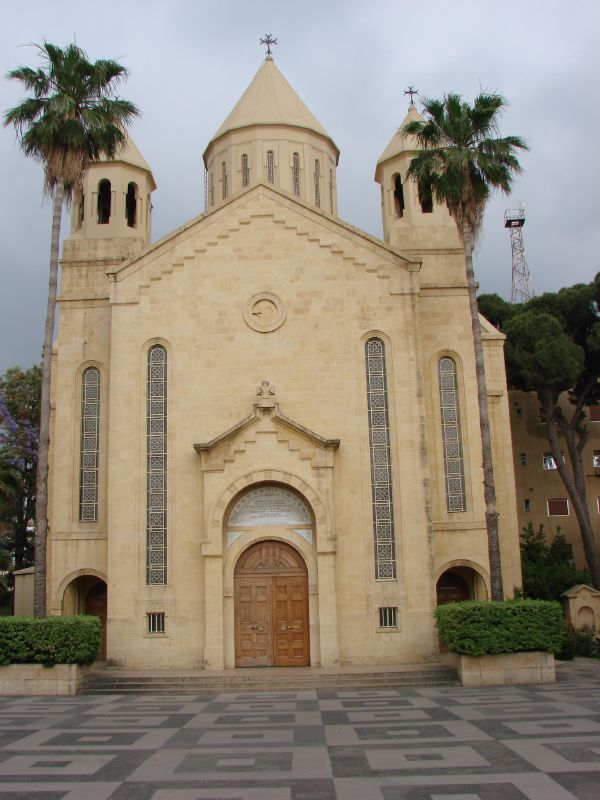
La Cattedrale di San Gregorio Illuminatore, Antelias (1940)

Successore di Zareh I, l'anno stesso della sua elezione, il nuovo Catholicos incontra Vazken I, Catholicos di Echmiadzin. A causa del suo precario stato di salute, nel 1977 Karekin II venne eletto Catholicos Coadiutore.
Nel maggio 1967 fu protagonista di un'importante visita a Roma, dove incontrò papa Paolo VI
Morì ad Antelias, nel febbraio del 1983.